# Carrer Padró (Sant Fruitós de Bages)
El Carrer Padró és un carrer del nucli de Sant Fruitós de Bages (Bages) catalogat a l'Inventari del Patrimoni Arquitectònic de Catalunya. Es tracta d'una estructuració arquitectònica lineal, al llarg de l'eix que havia estat el camí que menava cap a Vic. Al carrer predomina una parcel·lació de dos cossos, de gran profunditat, típica dels creixements lineals. Són edificacions unifamiliars de tres plantes -baixos, pis i golfes-, amb un pati o un hort a les darreries. Moltes cases tenen les golfes en forma de galeria, la majoria formada per arcs rebaixats, és l'estructura típica d'una economia agrària diversificada. Predominen les cobertes amb doble vessant, el carener paral·lel a la façana, i les construccions de pedra, arrebossades.
El carrer quedà configurat quan, a la segona dècada del segle xvi, començà a construir-se, seguint l'eix de l'antic camí direcció a Vic. Els primers establiments de patis corresponen al darrer terç del segle xvi, i durant el segle xvii i XVIII s'anà allargant de manera progressiva. Els propietaris establien patis de 5 x 40 m., amb la facultat de construir-hi una casa i l'hort al darrere. La urbanització del carrer es degué a la saturació que sofria el barri de la Sagrera, esdevenint així el primer eixample de la vil·la de Sant Fructuós. El carrer va ser, fins ben entrat el segle xix el centre comercial del poble; a partir d'aleshores el centre es traslladà al voltant de la carretera Manresa-Vic, quedant com a centre secundari.